# Sozialer Wohnungsbau in Österreich
Als sozialen Wohnungsbau in Österreich bezeichnet man den staatlich geförderten Bau von Wohnungen, insbesondere für soziale Gruppen, die ihren Wohnungsbedarf nicht am freien Wohnungsmarkt decken können.

## Sozialer Wohnbau in Österreich

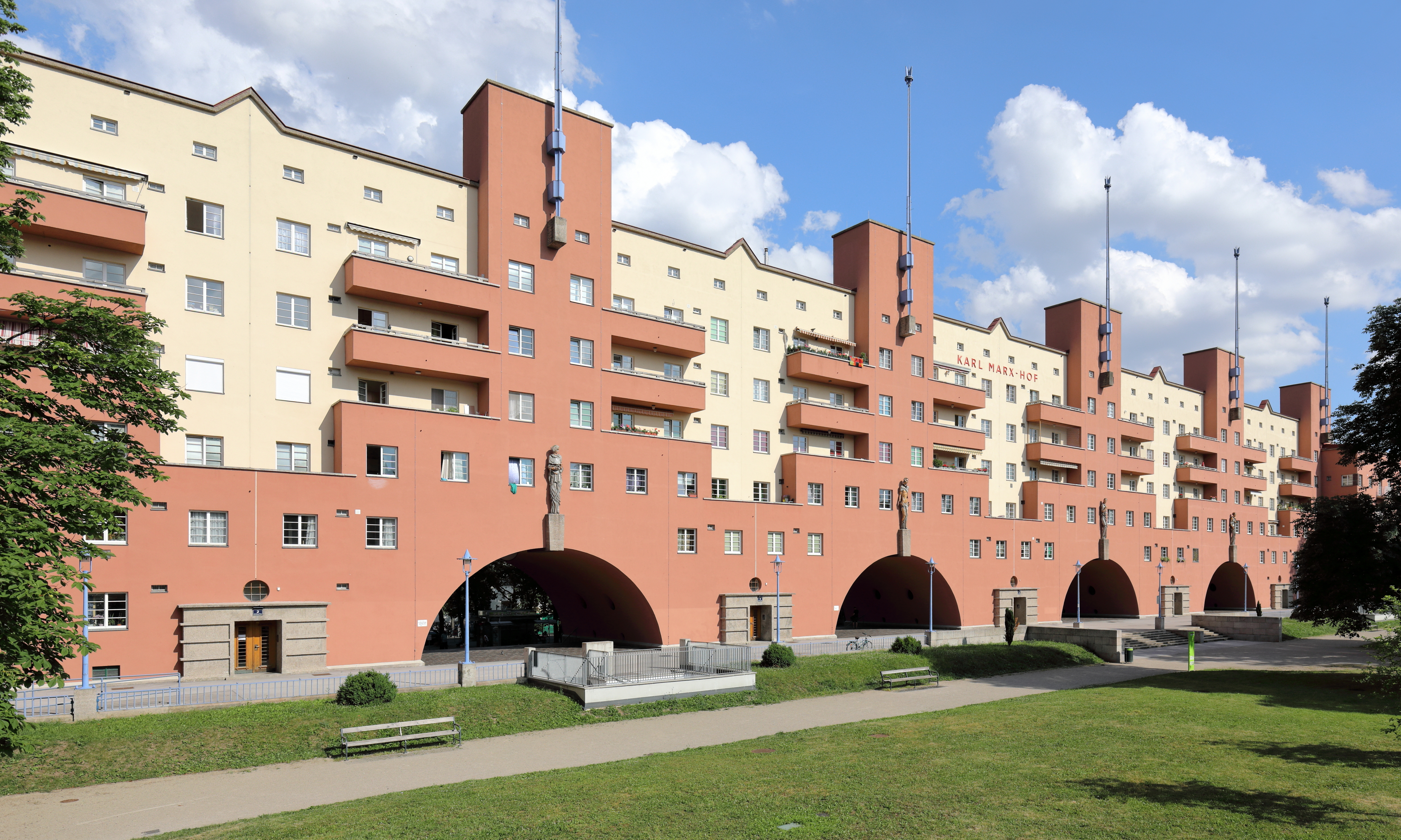
Der Gemeindebau Karl-Marx-Hof in Wien mit über 1.200 Wohneinheiten

In österreichischen Städten entstanden ab Beginn des 20. Jahrhunderts (z. B. durch den Wohnungsfürsorgefonds), besonders stark jedoch in den 1920er- und frühen 1930er-Jahren sowie zwischen den 1950er- und 1970er-Jahren zahlreiche soziale Wohnbauprojekte, meist Gemeindebau genannt. Diese waren häufig in Hofform angelegt und hatten vier bis sechs Etagen. Neuere Gemeindebauprojekte haben vielfältigere Erscheinungsformen. So gibt es in Wien neuerdings Gemeindewohnungen in Hochhäusern und in Linz ist das Vorreiterprojekt des ökologischen Städtebaus, die Solar City, ebenfalls ein gemeinnütziges Wohnbauprojekt.
Das österreichische System der sozialen Wohnversorgung ist durch einen engen Zusammenhang zwischen Wohnbauförderung und dem Agieren gemeinnütziger Bauvereinigungen qua Wohnungsgemeinnützigkeitsgesetz gekennzeichnet, welche durch die Wohnungsgemeinnützigkeit steuerliche Begünstigungen erhalten und privilegierter Fördernehmer in der Wohnbauförderung sind, hierfür jedoch Regeln bzgl. günstiger Mietpreise – auch bei Auslaufen der Bindungen der Wohnbauförderungen – und kontinuierlichen Neubaus unterliegen.

### Umorientierung der Bauaufgabe
Während in den Jahrzehnten nach den beiden Weltkriegen des 20. Jahrhunderts die soziale Wohnversorgung weitgehend in Händen der Kommunen lag, übernehmen in Österreich seit den 1980er Jahren zunehmend gemeinnützige Bauvereinigungen die Aufgabe einer für breite Bevölkerungsschichten erschwinglichen Wohnversorgung und Wohnhausverwaltung. Obwohl beispielsweise die Stadt Wien noch immer rund 230.000 Bestandswohnungen verwaltet, liegt der Anteil der unter gemeinnützigen Rahmenbedingungen errichteten und obsorgten Wohnungen im Jahr 2007 bei über 20 Prozent, im städtischen Geschossbau bei rund 40 Prozent. In Mittel- und Kleinstädten übernehmen beinahe ausschließlich gemeinnützige Bauvereinigungen die Verwaltung ehedem kommunaler Wohnungen.

### Verbandsorganisation
Der – im Gegensatz etwa zu Deutschland – aufrechterhaltene Sektor der gemeinnützigen Bauvereinigungen umfasst derzeit (2008) 193 Unternehmen; 101 von ihnen sind Wohnungsgenossenschaften. Die ältesten dieser Wohnungsgenossenschaften stammen aus den Jahren 1895 und 1907, seit 1946 sind sie – gemeinsam mit gemeinnützigen Kapitalgesellschaften – in der Dachorganisation Österreichischer Verband gemeinnütziger Bauvereinigungen (gbv-Verband) eingegliedert. Der gesamte österreichweite Verwaltungsbestand der „Gemeinnützigen“ beläuft sich auf rund 815.000 Wohnungen (Stand 2009) in den Rechtsformen von 99 Genossenschaften, 81 Gesellschaften mit beschränkter Haftung und 10 Aktiengesellschaften.

### Praxis und Wirtschaftlichkeit
Generaldirektor des größten gemeinnützigen Unternehmens Sozialbau AG ist seit 1984 Herbert Ludl. Ludl besetzt im gbv-Verband die Funktion des stellvertretenden Obmannes und tritt als Autor sowie Herausgeber zahlreicher Bücher und Broschüren zum Themenbereich des gemeinnützigen Wirtschaftens im Wohnungsbereich hervor. Unter seiner Leitung fand bereits 18 Mal das international besetzte Diskussionsforum „Wohnwirtschaftliche Tagung“ statt, dessen Ergebnisse jeweils in Beitragsbänden publiziert werden. Einen konzisen Blick auf den „österreichischen Weg“ einer sozialen Wohnversorgung wirft die 2007 erschienene Broschüre „Gemeinnützige Bauvereinigungen in Österreich“, in der Ludl die Zusammenhänge zwischen dem österreichischen System der Wohnbauförderung und den Besonderheiten der gemeinnützigen Wohnungswirtschaft beschreibt. Österreichs Wohnbauförderung konzentriert sich auf die so genannte „Objektförderung“, der Anteil an „subjektiven“ Unterstützungen in Form von Wohnbeihilfen hält sich daher im internationalen Vergleich auf sehr niedrigem Niveau. Die zitierte Broschüre wurde vom gbv-Verband editiert und ist zudem in deutscher und englischer Sprache als Download auf dem Web-Portal der Sozialbau AG platziert. Die Förderung der Wohnbaumaßnahmen über den Umweg der Hausverwaltungen wird zunehmend stark kritisiert. Zwar erleichtert eine solche Vorgangsweise den administrativen Aufwand vor grundlegenden Sanierungen, oft werden aber genau dadurch die individuellen Interessen und Bedürfnisse gar nicht berücksichtigt und somit Nutzungsberechtigte gänzlich um die ihnen zugedachte Förderungen gebracht. Die überflüssigen Mittel müssen dann anderwärtig verwendet werden und können als „Quersubventionierung“ vor allem auch nicht-förderungswürdiger Interessen angesehen werden.

### Rolle im Klimaschutz
Eine wesentliche Funktion erfüllt der gemeinnützige Wohnbausektor Österreichs im Rahmen der weltweit diskutierten Klimaschutz-Strategie, also der Erfüllung des so genannten Kyoto-Zieles. Mit einer derzeitigen jährlichen Rate bei Energie sparenden Sanierungen und Modernisierungen von über 5 Prozent im Mietwohnungsbestand liegen „die Gemeinnützigen“ über ihrem Plansoll und übertreffen den privaten Wohnbausektor deutlich. Rund zwei Drittel des ab den 1950er Jahren errichteten gemeinnützigen Wohnbaubestandes sind bereits zumindest einmal saniert. Es werden dabei – mit Hilfe angesparter Mittel sowie unter Inanspruchnahme öffentlicher Förderungsgelder – bis zu 70 Prozent an Ressourcen-Einsparungen erzielt.
Der GBV skizzierte im März 2010:
- Zwischen 2001 und 2009 weitete sich das reale Sanierungsvolumen von 337 Mio. Euro (nominell: 355 Mio. Euro) um über 44 % auf 490 Mio. Euro (nominell: 594 Mio. Euro) aus.

Das ist ein Fünftel – gemessen am gesamten Neubauvolumen der GBV.
- 2010 wird mit einer weiteren Erhöhung auf rund 510 Mio. Euro (nominell: 624 Mio. Euro) gerechnet.
- Wesentlichen Anteil an der Ausweitung der Sanierungsleistung hat die thermische Sanierung des gemeinnützigen Wohnungsbestandes. Sie kletterte seit den 1980ern von anfangs jährlich 3.500 Wohnungen auf 12.000 sanierte Mietwohnungen in den 1990ern auf über 15.000 Sanierungen im Jahr 2009.
- Dazu verbessert die GBV pro Jahr in rund 5.500 von ihr verwalteten Eigentumswohnungen deren energetischen Standard.
- Die kontinuierliche Bestandssanierung hilft insgesamt 5.800 Arbeitsplätze im Bau- und Baunebengewerbe sichern sowie jährlich rund 45.000 Tonnen CO2-Emissionen einsparen.
- Sie dazu geführt, dass die gemeinnützige Wohnungswirtschaft den höchsten Prozentsatz thermisch sanierter Wohnungen aufweist. Bezogen auf den vor 1980 errichteten Wohnungsbestand liegt die durchschnittliche jährliche Sanierungsrate im eigenen Mietwohnungsbestand bei 6 %, inklusive Eigentumssektor bei 5 %;
- gemessen an allen Baualterklassen bis 2001 sind

es insgesamt 3,1 %; etwa das Dreifache wie bei gewerblichen und privaten Vermietern bzw. Wohnungseigentümergemeinschaften.

### Energieeffizienz
Im Wohnhaus-Neubau sowie bei sanierten Wohnhausanlagen wird weitgehend der Niedrigenergiehaus-Standard erreicht. Einige Wohnungsunternehmen versuchen sich derzeit mit dem Bau von Passivhäusern.
Unter Beteiligung der gemeinnützigen Bauvereinigungen sind in Österreich hierzu mehrere Demonstrationsobjekte entstanden, in Wien befindet sich gerade Europas größtes Experimentierfeld für passivhaus-geeignete Klimatechniken in Entwicklung, der Stadtteil „Eurogate“, der im Endausbau rund 900 Wohnungen umfassen wird.